# 列人県
列人県（れつじん-けん）は中華人民共和国河北省にかつて存在した県。現在の邯鄲市肥郷区北東部に相当する。
前漢により設置され、南北朝時代、北斉により廃止された。